# Formica rufibarbis
Espèce
Formica rufibarbis est une espèce de fourmis du genre Formica, bicolore, de taille moyenne à grande (4,5 à 7 mm). La tête et le gastre sont noirs tandis que le thorax est en grande partie rougeâtre. Cette dernière couleur se retrouve aussi sur les mandibules, le clypéus et le pétiole. Cette fourmi, à la pilosité bien développée, vit généralement dans les pelouses ensoleillées. Elle est présente sur l'ensemble du territoire européen (principalement dans les zones nordiques), elle peut construire des colonies avec plusieurs nids reliés entre eux sur plusieurs hectares.